# Ksenia Makeeva
Ksenia Vladimirovna Makeeva (în rusă Ксения Владимировна Макеева) (n. 19 septembrie 1990, în Ufa) este o handbalistă din Rusia care, începând din sezonul 2014-2015 al Ligii Naționale, joacă pentru campioana României HCM Baia Mare. Makeeva evoluează pe postul de pivot și este componentă a echipei naționale a Rusiei. 

## Palmares
- Campionatul Rusiei:
  - Câștigătoare: 2009, 2010, 2011, 2012, 2013, 2014
  - Medalie de bronz: 2007, 2008

- Cupa EHF:
  -  Câștigătoare: 2008
  - Semifinalistă: 2009

- Cupa Cupelor EHF: 
  - Semifinalistă: 2012

- Campionatul Mondial:
  -  Medalie de aur: 2009

- Campionatul Mondial pentru Junioare:
  -  Medalie de argint: 2010

- Campionatul Mondial de Tineret:
  -  Medalie de aur: 2008

## Premii
- Pivotul All-Star team la Campionatul Mondial pentru Junioare: 2010